# Linia kolejowa 196 Humenné – Stakčín
Linia kolejowa nr 196 Humenné – Stakčín – linia kolejowa na Słowacji o długości 19 km, łącząca miejscowości Humenné i Stakčín. Jest to linia jednotorowa i niezelektryfikowana.